# Jelena Župijevová
Jelena Župijevová, rozená Vjazovová (rusky Елена Жупиева-Вязова; * 18. dubna 1960, Archangelsk, Sovětský svaz) je bývalá sovětská a ukrajinská atletka, která startovala hlavně na 10 000 metrů. Startovala za Sovětský svaz jako Jelena Župijevová a získala stříbrnou medailí v 10 000 m na mistrovství světa 1987 v Římě a bronzovou medaili na 10 000 m na olympijských hrách v Soulu v roce 1988 . Jako Jelena Vjazovová se účastnila olympijských her v Barceloně v roce 1992.